# Classe Téméraire
Pour les articles homonymes, voir Téméraire.
Les cent sept vaisseaux de ligne de la classe Téméraire ont été construits par la France, entre 1782 et 1813 ; ils constituent une des premières séries de navires de ligne construites selon des plans identiques, leurs éléments étant ainsi interchangeables entre deux navires de la série.

## DébutXVIIIe: les précurseurs
Lors de la première moitié du XVIIIe siècle, la marine de guerre française mit au point progressivement un nouveau type de vaisseau de ligne du troisième rang, portant soixante quatorze canons, dont le premier représentant fut le Bourbon. Un grand nombre d'exemplaires furent construits, variant pour les dimensions et quelque peu pour la disposition de l'armement. Celui-ci d'abord constitué de 26 pièces de 36 livres, 28 de 18, 16 de 8 et 4 de 4, se fixa, dès le Terrible de 1739, à 28 de 36, 30 de 18 et 16 de 8.
En Espagne, plusieurs unités furent aussi construites sur ces standards, notamment dans les années 1760, à Santander, les « saints » (San Juan Nepomuceno, San Pascual, San Francisco de Asís, San Lorenzo, San Agustín et Santo Domingo).
Un certain nombre d'exemplaires furent capturés, en particulier par la Royal Navy, qui après les avoir utilisés, entreprit de construire des modèles similaires. Finalement, ce type de navire devint vite l'ossature de toutes les flottes de combat européennes. À la sortie de la guerre de Sept Ans, sa flotte décimée, le Royaume de France lance un nouveau programme de constructions navales. De nombreux « 74 » sont lancés améliorant encore les qualités de ce type de vaisseau.

## 1782, perfectionnement et standardisation

### Les «74-Sané», une série révolutionnaire

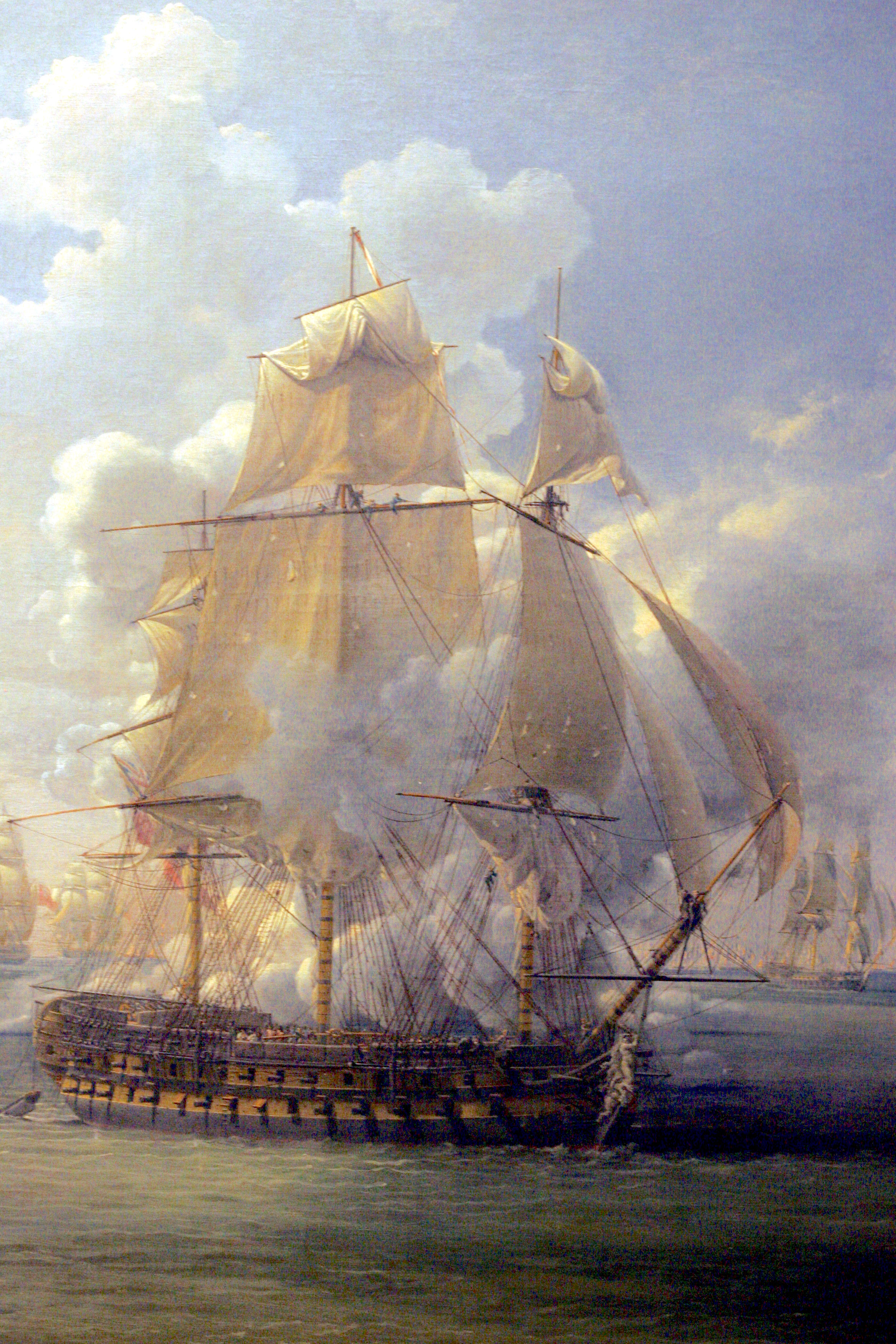

C'est sous l'impulsion du chevalier Jean-Charles de Borda, assisté techniquement par l'ingénieur naval Jacques-Noël Sané, que les types de bâtiments sont normalisés, grâce à l'établissement de plans à l'échelle 1/48, et les pièces, en particulier la mâture, sont standardisées. En 1782, Sané, déjà remarqué pour la qualité de ses constructions, en particulier pour des frégates (les classes Sibylle, Hébé, Virginie) et de précédents vaisseaux de 74 (bâtis un peu comme de grosses frégates), présente les plans d'un vaisseau de 74 canons baptisé Téméraire. Il est prévu que ces plans soient retenus comme modèle d'une évolution décisive en matière de construction navale.
De grande taille par rapport à ses contemporains du même calibre (plus de 55 mètres de long), le navire lui-même fait état d'un perfectionnement très abouti en matière de compromis entre ses qualités manœuvrières et sa vitesse, proche de celle d'une frégate d'une part, sa puissance de feu et l'organisation des batteries d'autre part, son coût et sa durée de construction par ailleurs. Ceux-ci peuvent être sensiblement abaissés dans le cadre d'une construction en série, car c'est cet aspect de la construction qui est révolutionnaire. La normalisation du plan du navire et la standardisation de la construction permettent des gains de productivité évidents dans la réalisation de chaque nouveau bâtiment. Elles facilitent aussi son entretien et les inévitables réparations avec des pièces interchangeables et des cales adaptées au cordeau dans tous les arsenaux du royaume. Elles autorisent la composition d'un équipage standardisé permettant aux officiers et aux matelots de passer d'un navire à l'autre avec les mêmes repères. Elles facilitent la cohésion de la flotte, les vaisseaux ayant les mêmes qualités maritimes ont plus de facilité à naviguer de conserve.
Lancé à Brest en 1783, le « 74 canons » Téméraire devient ainsi le chef de file d'une longue série.

### L'âge d'or de la construction navale française
Ces vaisseaux rapides et manœuvriers, tout en étant assez puissants pour oser se mesurer aux trois-ponts ennemis, ont confirmé des qualités en mer et au combat qui en ont rapidement fait la référence auprès de toutes les flottes européennes à la fin du XVIIIe siècle. Vaisseau de base des flottes françaises de la Révolution et de l'Empire, associés par la suite aux rapides 80 canons de la classe Tonnant et aux très puissants 118 canons de la classe Océan, ils auraient dû logiquement permettre de surclasser les flottes ennemies, en tous cas bien plus souvent qu'ils ne l'ont fait dans les nombreuses batailles de la Révolution et de l'Empire.

### Et l'âge noir de la marine française?

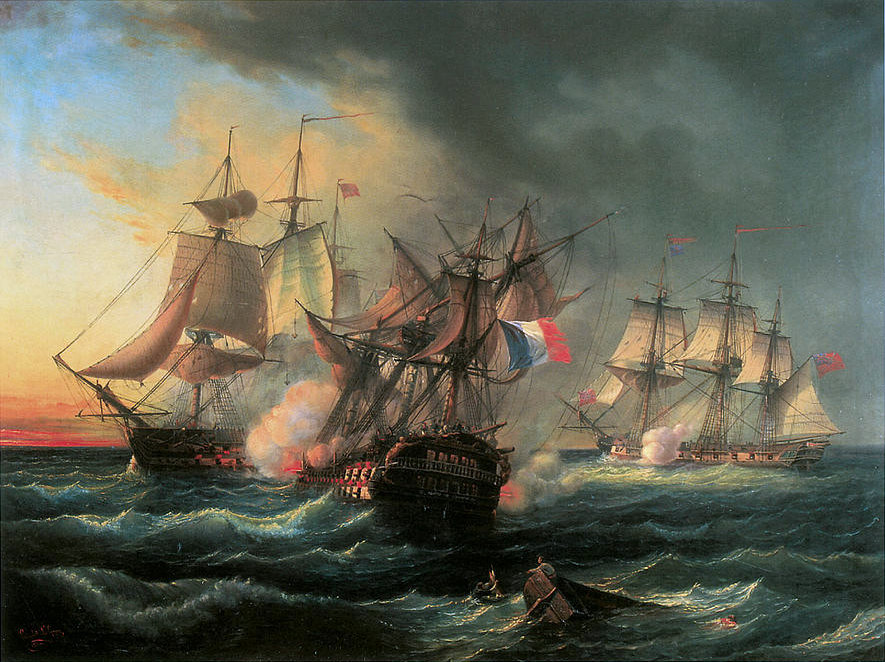
Bataille entre le vaisseau les Droits de l'Homme et les frégates britanniques HMS Indefatigable et Amazon les 13 et 14 janvier 1797 en baie d'Audierne.

Dans les faits, ces superbes machines de guerre ont été régulièrement défaites par leurs adversaires britanniques, non en raison de leurs qualités intrinsèques, mais à cause d'équipages beaucoup moins habiles, peu aguerris en mer avant d'affronter l'ennemi, souvent parfois incomplets, car on ne se bousculait pas sous la révolution et l'Empire pour faire partie des équipages. Équipages souffrant encore trop souvent du manque d'hygiène et du scorbut (plaies mortelles que les Britanniques avaient commencé de neutraliser efficacement depuis 1795).
Michèle Battesti résume la situation lamentable des équipages français : « Le dysfonctionnement des états-majors était aggravé par les carences quantitatives et qualitatives des équipages. Le recrutement de l'armée de mer était plus que jamais un casse-tête. Concurrencé par l'essor de la guerre de course, il était surtout affaibli par les vicissitudes politiques, la contre-révolution touchant les habituels foyers recruteurs de l'ouest et du sud-est. Fuyards et déserteurs échappaient à la levée de l'Inscription maritime. À titre préventif, pour éviter les désertions, l'escadre de Brueys de retour de Corfou avait été mise en quarantaine à Toulon. Il est facile d'imaginer l'état d'esprit de ces hommes qui n'avaient pas reçu leur solde depuis neuf mois ni débarqué sur les côtes françaises depuis le double de temps ! Pour armer les vaisseaux, toutes les recettes avaient été employées : enrôlement d'office, presse, emploi de soldats pour la mousqueterie et l'artillerie. Cela donnait des équipages de bric et de broc, issus de la pêche, du cabotage, voire de la batellerie. Certains n'avaient jamais vu la mer. La vigueur physique de la plupart laissait à désirer ; « nous n'avions presque que des enfants » constatait Lachadenède à la veille de la bataille d'Aboukir. »

Aussi la plupart des vaisseaux appareillaient le plus souvent avec des équipages incomplets, parfois réduits de plus du quart.
Les défaites sont aussi dues à des commandants de flotte ou de vaisseaux souvent impuissants ou sans initiative, à quelques exceptions remarquables. Car ces amiraux de la Révolution et de l'Empire, vite promus par défaut (la noblesse commandante avait fui précisément outre-Manche) se sont avérés incapables de s'adapter aux innovations tactiques de leurs ennemis (celles utilisées par Nelson : l'encerclement entre deux feux à Aboukir, ou la coupure de la ligne à Trafalgar) et aux innovations techniques comme l'utilisation des caronades, ces canons courts, de très gros calibre, imprécis à moyenne portée, mais capables de nettoyer un pont tout entier en une seule salve de mitraille, et se réarmant en moins de deux minutes ; armes qui ont renforcé l'efficacité de tactiques fondées sur le canonnage à courte distance, sur lesquelles les amiraux britanniques fondaient leurs tactiques.
Tout ceci aurait fait dire à Nelson : « la meilleure marine du monde serait composée de navires français montés par des marins anglais. »

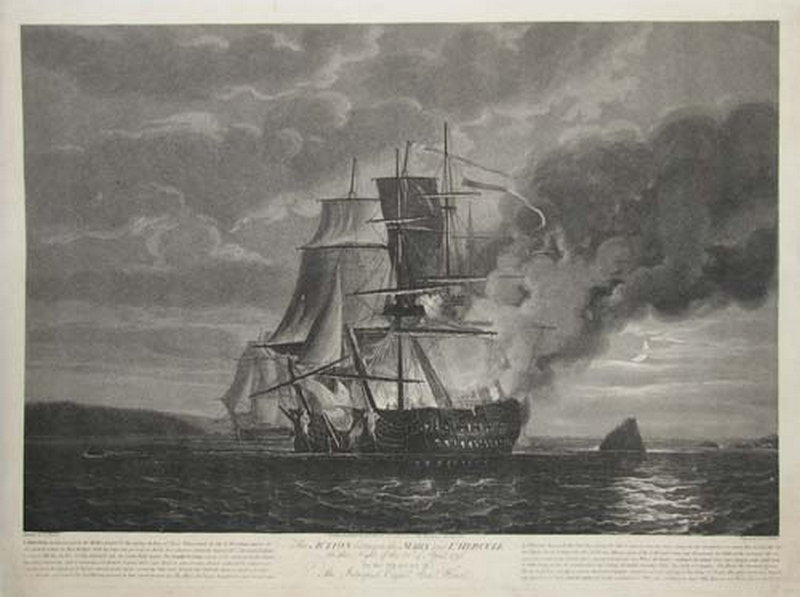
L’Hercule capturé par l'HMS Mars, le jour même de sa première sortie en mer en 1798.

Ce sera fait souvent, car quand ils en capturaient sans l'avoir trop endommagé, les Britanniques le réarmaient au plus vite sous leur drapeau. Ainsi nombreux sont les vaisseaux de la classe Téméraire qui ont été capturés par la Royal Navy et réarmés au nom de sa Glorieuse Majesté. Tel le Généreux qui, rescapé d'Aboukir en août 1798, a amené son pavillon tricolore lors de la bataille du convoi de Malte en 1800. Réparé, il est réarmé dans la Royal Navy sous le nom de HMS Genereux. Capturé aussi l’Hercule, le jour même de son voyage inaugural, par l'HMS Mars sur le Raz de Sein, le 21 avril 1798.

### LeTéméraire(1782-1802)
Le Téméraire lui-même, premier vaisseau de la série à laquelle il donne son nom, est lancé à Brest en 1782. Son premier commandant est Antoine-Stanislas de Curières de Castelnau (en)

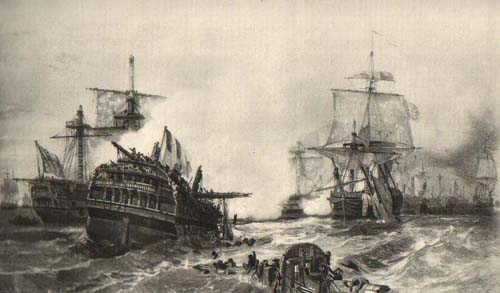
Lithographie d’après Auguste Mayer (1805-1890), Combat du 13 Prairial An II (1 juin 1794).

Avec la flotte de Brest, commandée par le vice-amiral Villaret-Joyeuse, il prend part aux combats de prairial An II du 30 mai au premier juin 1794, où il échange un feu nourri avec l'HMS Russel. Son commandant est le capitaine Morel.
Le Téméraire est aussi de la catastrophique campagne du Grand Hiver (24 décembre 1794 - 3 février 1795). Sa coque est fortement endommagée par la tempête dans la nuit du 30 au 31 décembre. Il parvient néanmoins à rallier Saint-Malo. Mais, faute de matériaux de réparation, il n'est pas rapidement remis en état, et progressivement son délabrement devient tel qu'il ne sera jamais réparé. Finalement condamné en 1802, il sera démantelé en 1803.

## Description

### Dimensions
La coque mesure 172 pieds français de long (soit 55,87 mètres), 44 pieds et 6 pouces de large (soit 14,90 mètres) et présente un creux de 22 pieds au centre (soit 7,26 mètres de tirant d'eau).[réf. souhaitée] Le déplacement est de 2 900 tonnes.
Sous-classe Cassard : en 1794, deux « gros 74 canons » sont mis sur cale, le Vétéran et le Cassard, d'une longueur de 173,10 pieds, d'une largeur de 45,4 pieds et d'un creux de 22,3 pieds. Mis en service dans la Marine française en 1803, ces deux bâtiments étaient armés de canons de 24, et non de 18, dans leur seconde batterie. Sensiblement plus lourds, plus larges et par effet très légèrement moins rapides et moins manœuvrants, ils ne convaincront pas suffisamment au point de trouver une place entre les autres « 74 » et les navires très appréciés par les marins, les « 80 » de la classe Tonnant.
Sous-classe Borée (12 navires) : en 1803, à la suite des critiques du ministre de la marine Forfait, une série de navires aux dimensions légèrement réduites est lancée pour pouvoir être construits dans des ports plus petits. Ils étaient longs seulement de 169 pieds (53,5 m), larges de 44 (14,50 m) et profonds de 21 pieds et 3 pouces (7,16 m). L'armement était le même que sur leurs grands frères, avec 4 puis 10 caronades, mais ils se révélèrent bien moins manœuvrants, la coque étant plus chargée. Deux premiers navires seront lancés en 1805, tous deux à Toulon : le Borée et le Pluton du capitaine Cosmao-Kerjulien lancé en 1805, qui s'illustrera lors de la campagne de Trafalgar.

### Voilure
La voilure est à trois-mâts, gréés carrés, avec trois étages de voiles, à l'avant trois focs et une civadière. Des voiles d'étais, ainsi que des bonnettes peuvent s'y ajouter dans des conditions favorables. La surface est de 2 485 m2.

### Équipage
Selon le règlement du 1er janvier 1786, l'équipage de temps de guerre doit être théoriquement de 705 hommes (495 en temps de paix) : soit 12 officiers, 7 élèves ou volontaires, 55 officiers-mariniers, 42 canonniers (des troupes de marine), 6 timoniers, 404 matelots, 100 soldats (troupes de marine ou infanterie de ligne), 50 mousses, 13 surnuméraires et 13 valets.
Sous la République et l'Empire, l'équipage théorique passe à 706 hommes (562 en temps de paix), dont treize officiers (un capitaine de vaisseau , un capitaine de frégate, quatre lieutenants et sept enseignes).

### Armement
Le bâtiment est à deux ponts, c’est-à-dire que son artillerie occupe deux ponts complets. Le pont inférieur, le plus proche de la ligne de flottaison, est garni sur chaque bord de quatorze canons de 36 livres. Ce type de pièce, long de 3,274 mètres, pèse 3 520 kg, auxquels s'ajoutent les 900 de son affût. Son service nécessite quinze hommes, il est capable d'expédier un boulet plein de 17,62 kg à 3 700 mètres, environ toutes les huit minutes.
Le pont juste au-dessus, est armé par deux rangées de quinze pièces de 18 livres. Ces ponts de batterie sont hauts de 1,75 mètre et couvrent presque entièrement la longueur et la largeur du navire, sauf l'extrême arrière qui est dédiée aux logements des officiers.
Le reste de l'armement est disposé sur la dunette, il est constitué de seize pièces de 8 livres. Par la suite, l'introduction progressive des caronades, va quelque peu faire évoluer la disposition de l'armement. Dès 1788, quatre d'entre elles, de 36 livres, sont ajoutées sur la dunette. En 1808, leur nombre est porté à dix pour la perte de deux canons de 8. Après la période impériale, on ira encore plus loin, en réarmant certains des navires encore existants, selon deux dispositions : l'une supprime les quatorze pièces de huit encore présentes, au profit de douze caronades supplémentaires et deux pièces de 12 livres, l'autre, encore plus radicale, substitue aux pièces de 18, des caronades de 36 et supprime les pièces supérieures. Il est à noter, cependant, que toutes ces dotations en artillerie sont théoriques et maximales et, dans la pratique, en temps de guerre, du fait de la pénurie de canons et de canonniers, les bâtiments étaient souvent moins bien armés.